# Henriette Jæger
Henriette Jæger, née le 30 juin 2003, est une athlète norvégienne, spécialiste du 400 m.

## Biographie
Henriette Jæger se fait remarquer pour la première fois en janvier 2020, lorsqu'elle établit à 16 ans et demi un nouveau record du monde cadet en salle du pentathlon avec 4 414 points, améliorant de 43 unités le record détenu depuis 2018 par l'Espagnole María Vicente. Malgré une saison estivale tronquée par la pandémie de Covid-19, elle participe à plusieurs compétitions au cours de l'été et réalise d'excellents chronos sur 200 m, avec en performance de pointe 23 s 36, au saut en longueur (6,33 m) et sur 800 m (2 min 11 s 37). 
Le 13 septembre 2020, elle s'empare du record du monde cadet de l'heptathlon avec 6 301 points, améliorant cette fois de 80 points la meilleure marque de María Vicente, également établie en 2018. Elle détient toujours, en 2024, ce record tandis que celui du pentathlon sera battu en 2023 par la Croate Jana Koščak avec 4585. 
En février 2021, elle établit un record de Norvège du pentathlon sénior avec 4 471 points. En plein air, sur l'heptathlon sénior, elle totalise 6 154 points pour terminer 13e de l'Hypo-Meeting de Götzis. 
En 2022, la Norvégienne quitte les épreuves combinées pour le 400 m et établit un record à 52 s 23 pour finir au pied du podium des championnats du monde juniors à Cali, en Colombie. 

### Débuts sur 400 m (2023)
L'année suivante, elle descend sous les 52 secondes pour la première fois, à l'occasion des Championnats d'Europe par équipes, où elle termine 7e (première de sa série) en 51 s 66. Elle améliore ce temps d'un centième aux championnats de Norvège, le 7 juillet, en 51 s 65. 
La semaine suivante, elle s'empare du record de Norvège de la distance lors de la finale des championnats d'Europe espoirs en 51 s 06 et remporte la médaille d'argent, battue sur le fil par la Britannique Yemi Mary John, vainqueure en 51 s 04. 
Sélectionnée sur la distance pour les championnats du monde de Budapest, elle ne passe pas le cap des séries, étant la première éliminée en 51 s 33, pour finir 25e. Le 3 septembre, elle termine sa saison à Berlin en 51 s 03, record personnel et national.  

### Record d'Europe du 300 m (2024)
Henriette Jæger commence sa saison hivernale par un record national et personnel sur 200 m en salle en 22 s 99, passant pour la première fois sous la barre des 23 s, et améliorant son record établit en 2023 en 23 s 35. Quelques jours plus tard, elle établit 51 s 57 sur 400 m à Ostrava puis porte ce chrono à 51 s 05 à Toruń le 6 février.
Début mars, elle participe aux championnats du monde en salle à Glasgow et atteint les demi-finales, en 51 s 48, échouant à se qualifier pour la finale pour 4 centièmes.
Le 4 mai, à l'occasion des Relais mondiaux 2024, aux Bahamas, compétition de relais qualificative pour les grands championnats, Jæger et ses coéquipières se qualifient sur 4 x 400 m pour la finale et pour les Jeux olympiques de Paris, une première historique depuis 1920, en 3 min 26 s 89, record de Norvège. Le lendemain, elles terminent 5e en améliorant ce record d'un centième, en 3 min 26 s 88.
Le 19 mai, elle ouvre sa saison sur 200 m et explose son record personnel en 22 s 58 (+ 1,8 m/s), à un centième des minimas olympiques, et s'empare du record de Norvège détenu depuis 2021 par Line Kloster en 23 s 11. Trois jours plus tard, au Trond Mohn Games à Bergen, elle égale le vieux record d'Europe du 300 m en plein air établit en 1984 par la Britannique Kathy Cook en 35 s 46. Elle devient la sixième meilleure performeuse de l'histoire, derrière Shaunae Miller-Uibo (34 s 41), Beatrice Masilingi (34 s 60), Marileidy Paulino (35 s 16), Ana Guevara (35 s 30) et Irina Privalova (35 s 45).

## Palmarès
| Date | Compétition                                  | Lieu      | Résultat | Épreuve       | Marque        |
| ---- | -------------------------------------------- | --------- | -------- | ------------- | ------------- |
| 2019 | Festival olympique de la jeunesse européenne | Bakou     | 2e       | Heptathlon    | 5 835 pts     |
| 2019 | Festival olympique de la jeunesse européenne | Bakou     | 5e       | Relais medley | 2 min 11 s 21 |
| 2022 | Championnats du monde juniors                | Cali      | 4e       | 400 m         | 52 s 23       |
| 2023 | Championnats d'Europe en salle               | Istanbul  | ½ finale | 400 m         | 53 s 08       |
| 2023 | Championnats d'Europe par équipes            | Chorzów   | 7e       | 400 m         | 51 s 66       |
| 2023 | Championnats d'Europe par équipes            | Chorzów   | 10e      | 4×400 mixte   | 3 min 15 s 67 |
| 2023 | Championnats d'Europe espoirs                | Espoo     | 2e       | 400 m         | 51 s 06       |
| 2024 | Relais mondiaux                              | Nassau    | 5e       | 4 x 400 m     | 3 min 26 s 88 |
| 2024 | Championnats d'Europe                        | Rome      | 4e       | 200 m         | 22 s 83       |
| 2024 | Jeux olympiques                              | Paris     | 8e       | 400 m         | 49 s 96       |
| 2025 | Championnats d'Europe en salle               | Apeldoorn | 2e       | 400 m         | 50 s 45       |
| 2025 | Championnats du monde en salle               | Nankin    | 3e       | 400 m         | 50 s 92       |

## Records
| Épreuves       | Épreuves     | Temps          | Lieu              | Date              |
| -------------- | ------------ | -------------- | ----------------- | ----------------- |
| 200 m          | Plein air    | 22 s 58 (RN)   | Malmö             | 19 mai 2024       |
| 200 m          | Piste courte | 22 s 99 (RN)   | Bærum             | 20 janvier 2024   |
| 300 m          | Plein air    | 35 s 46 (RN)   | Bergen            | 22 mai 2024       |
| 400 m          | Plein air    | 49 s 85 (RN)   | La Chaux-de-Fonds | 14 juillet 2024   |
| 400 m          | Piste courte | 50 s 45 (RN)   | Appeldorn         | 6 mars 2025       |
| Heptathlon U18 | Plein air    | 6 301 pts (WR) | Moss              | 13 septembre 2020 |
| Pentathlon     | Piste courte | 4 471 pts (NR) | Bærum             | 21 février 2021   |